# St. Leonhard (Oberliezheim)

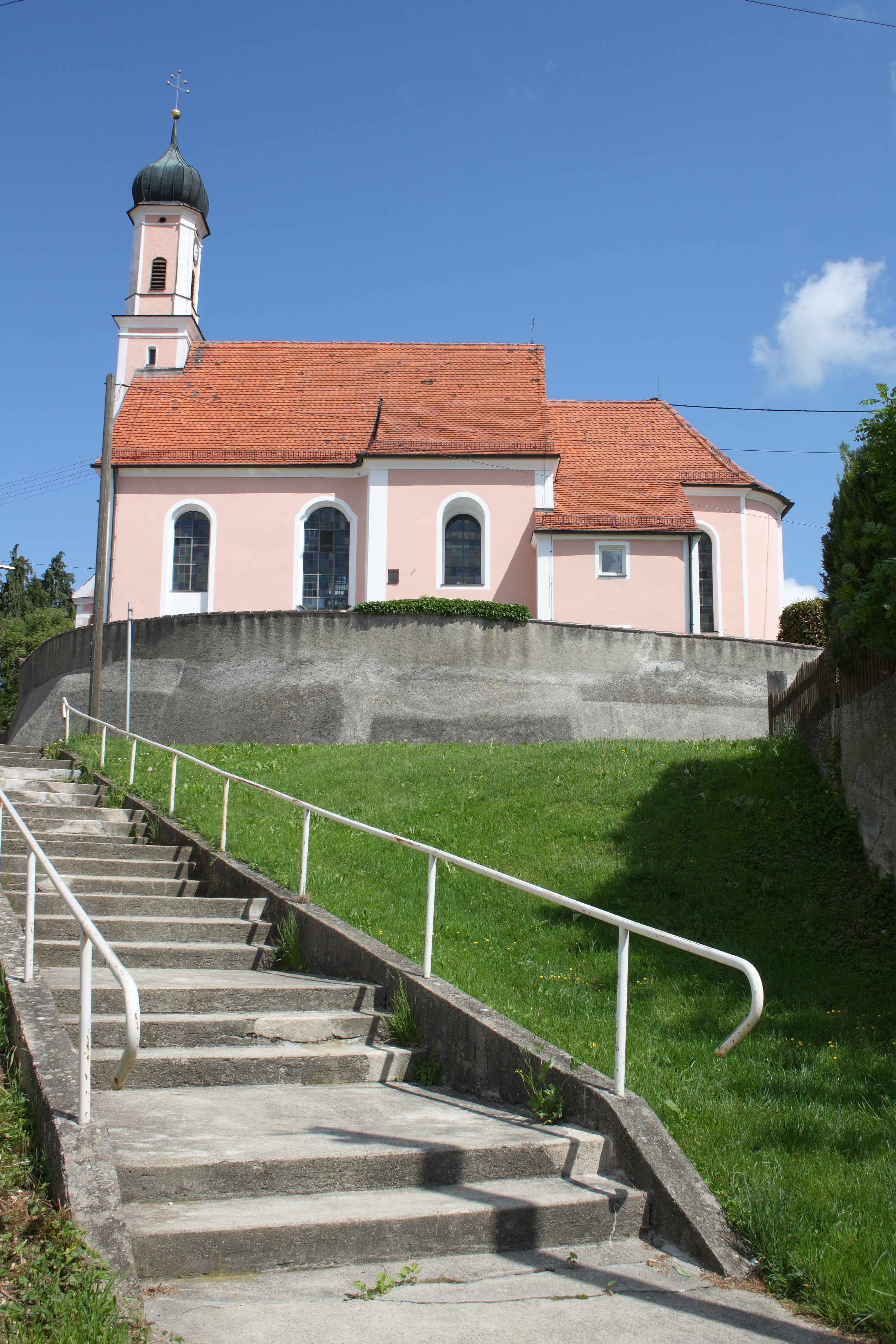
St. Leonhard in Oberliezheim

Die römisch-katholische Pfarrkirche St. Leonhard steht in Oberliezheim, einem Gemeindeteil von Bissingen im schwäbischen Landkreis Dillingen an der Donau von Bayern. Das Bauwerk ist in der Liste der Baudenkmäler in Bissingen (Bayern) als Baudenkmal unter der Nr. D-7-73-117-33 eingetragen. Die Kirche gehört zum Dekanat Dillingen des Bistums Augsburg.

## Beschreibung
Die Saalkirche wurde 1779/80 nach einem Plan von Johann Georg Hitzelberger erbaut. Sie besteht aus einem Langhaus, einem eingezogenen, halbrund geschlossenen Chor im Osten, der Sakristei an der Südwand des Chors und einem wie ein Risalit wirkenden Fassadenturm auf quadratischem Grundriss im Westen, dessen achteckiges Obergeschoss den Glockenstuhl und die Turmuhr beherbergt und der mit einer Zwiebelhaube bedeckt ist. Der Innenraum des Langhauses ist mit einer Flachdecke überspannt. Im Westen befindet sich eine Empore, auf der die Orgel steht. Die Fresken wurden 1780 vom Vater des Josef Wintergerst eingebracht. Auf dem Altarretabel des Hochaltars ist Leonhard von Limoges dargestellt. Eine Himmelfahrtsmadonna, wohl von Hans Thoman aus Memmingen stammend, ist um 1520 entstanden. Das Kruzifix am Chorbogen wurde um 1720 geschaffen.